# Stadion Pod hrádkem
Stadion Pod hrádkem – stadion piłkarski w Čáslaviu, w Czechach. Obiekt może pomieścić 2575 widzów. Swoje spotkania rozgrywają na nim piłkarze klubu FK Čáslav.